# Bad Sülze
Bad Sülze (pol. hist. Słonica) – miasto w Niemczech, wchodzące w skład urzędu Recknitz-Trebeltal w powiecie Vorpommern-Rügen, w kraju związkowym Meklemburgia-Pomorze Przednie.